# Distrito electoral de Maxwell (condado de Lincoln, Nebraska)
Maxwell (en inglés: Maxwell Precinct) es un distrito electoral ubicado en el condado de Lincoln en el estado estadounidense de Nebraska. En el Censo de 2010 tenía una población de 741 habitantes y una densidad poblacional de 0,99 personas por km².

## Geografía
Maxwell se encuentra ubicado en las coordenadas 41°3′47″N 100°29′19″O / 41.06306, -100.48861. Según la Oficina del Censo de los Estados Unidos, Maxwell tiene una superficie total de 747.95 km², de la cual 747.08 km² corresponden a tierra firme y (0.12%) 0.87 km² es agua.

## Demografía
Según el censo de 2010, había 741 personas residiendo en Maxwell. La densidad de población era de 0,99 hab./km². De los 741 habitantes, Maxwell estaba compuesto por el 98.11% blancos, el 0.27% eran afroamericanos, el 0.4% eran amerindios, el 0.13% eran asiáticos, el 0% eran isleños del Pacífico, el 0.4% eran de otras razas y el 0.67% pertenecían a dos o más razas. Del total de la población el 2.16% eran hispanos o latinos de cualquier raza.